# Betonsivatag Kalifornia
A Betonsivatag Kalifornia a Roncsipar harmadik nagylemeze. Bár a felvételek és egy teszt-kiadás elkészült 2007-ben, személyes okokból a végleges változatot a zenekar csak 2009-re adta ki. A lemez java része egy ideg-összeroppanás hatására íródott, öngyógyító célzattal.
A lemezre két az industrial zenéhez különböző ágaihoz kötődő hazai zenész készített mixet. Az első, modernebb mixet a Wet Lips együttes frontembere készítette. A másodikat a korai előadók munkáihoz jobban húzódó 41939.

## Számok
1. Betonsivatag Kalifornia
2. Karmazsin csók
3. Visszatérés a vákuum litániához
4. Hol van az istened?
5. Néma
6. Eranthisz-ízű nő
7. Visszatérés a vákuum litániához (41939/Ashes of Atlantis agyváltozata)
8. Hol van az istened? (Lin/Wet Lips táncváltozata)

## Zenészek
- Vajsz Kornél: ének, gitár, elektronika
- Illés Dávid: basszusgitár, elektronika

### További közreműködők
- Liptai Nóra: vokál a Karmazsin csók c. számban

## Külső hivatkozások
- Hivatalos link a lemez letöltő oldalára